# 胜山要塞
胜山要塞（关东军称霍尔漠津要塞）是大日本帝国关东军在中国东北地区针对苏联而修筑的侵华日军东北要塞群的构成部分。

## 地理、命名
胜山要塞位于中国黑龙江省孙吴县周边小兴安岭低山丘陵区，距孙吴县城40公里，该要塞北起黑龙江边，西至三岔河，南隔逊别拉河。总面积约138平方公里，防御纵深10至60公里。
关东军最初修建此处要塞时，俗称南大营。南大营军官住所称“圣武屯”。关东军命名要塞时，习惯以边境主要城市或村屯命名，故以霍尔莫津屯命名位于索里山的要塞。霍尔莫津屯见于1858年江東六十四屯地图记载。进攻此处要塞的苏联红军称之为“霍尔莫津抵抗枢纽”。1977年，孙吴县开始组织编写南大营历史资料，逐把圣武屯南山要塞定名为“胜山要塞”。

## 介绍
1931年九一八事变后，日本关东军在中苏边境加强了军事部署和阵地构筑。孙吴县作为从中国东北地区通往苏联的军事重地，关东军第4军司令部就曾一度驻扎在孙吴。从1932年到1945年间，关东军强征大量劳工在中国东北地区修筑了“东方马奇诺防线”，耗时七年修筑而成的胜山要塞就是该防线的构成部分之一。1941年，关东军在孙吴一地屯兵9.8万，号称十万关东军，曾有“小小的哈尔滨，大大的孙吴”的说法。
胜山要塞的施工采用了坑道式掘进技术，要塞规模庞大。
关东军修建胜山要塞时使用了大量中国劳工，要塞修筑完成后，侵华日军为防止泄密，将三千余劳工坑杀，并立“阵地构筑牺牲者之碑”。
其永久性地下兵营绵延十余公里，山洞达千余处，军用机场三处。另设有备用弹药库、军需仓库、军官宿舍区，给水塔、俱乐部等设施。 其火力构造方面也突出了要塞特点，配置有重机枪穹窖，新制式火炮穹窖、地下装填弹药、电力遥控发射设计等。

## 建设与开发
现如今的胜山要塞遗址已被孙吴县委县政府利用其二战遗址遗迹的特色进行旅游业开发，在2005年1月，经国家林业局批准，黑龙江省胜山要塞脱身成为胜山要塞国家森林公园。该国家森林公园内保存的侵华日军军事要塞遗址，是亚洲最大的军事筑垒工程之一；另有731细菌部队、孙吴673支队、兵工厂、地下要塞指挥部等侵华日军遗址。